# Krimisa
Krimisa (detta anche Crimisa, Crimissa o Cremissa; Κρίμισσα in Strabone) era una piccola città antica della Magna Grecia risalente probabilmente al VII secolo a.C., situata in Calabria nell'area di Punta Alice, nel territorio dell'odierna Cirò Marina. Abitata da gente indigena mista a Greci, essa "... non rappresentò mai una parte significante nelle vicende politiche della regione" (Paolo Orsi).

## Origine e mito
Secondo alcuni racconti mitici, non sempre univoci e coerenti, narrati da Strabone, Pseudo-Apollodoro, Licofrone, Pseudo-Aristotele, l'eroe greco Filottete, reduce dalla guerra di Troia (che figura nel II canto dell'Iliade), era giunto in questi luoghi esule da Melibea, con dei Rodii guidati da Tlepolemo e vi aveva fondato le città di Krimissa, Petelia, Macalla e Chone.
Nella zona tra Sibari e Crotone Filotette colonizzò, quindi, il promontorio di Capo Alice, ove fondò la città di Krimisa. Topograficamente Krimisa è identificata dagli archeologi nei dintorni del tempio di Apollo Aleo, in località Punta Alice, nel territorio dell'odierna Cirò Marina.
In età classica ed ellenistica si riscontrano nel territorio di Cirò Marina nuovi insediamenti, greci, brettii, e misti, in particolare lungo le colline prospicienti la costa, con insediamenti sparsi di fattorie; non vi sono però elementi che possano fare identificare questi siti con l'arcaica Krimisa, piuttosto che con un nuovo toponimo.
Filottete avrebbe fondato anche le città di Petelia (odierna Strongoli), di Macalla (identificata con l'odierna zona di Murge-Strongoli) e di Chone (Cirò). Inoltre, aveva dedicato un santuario ad Apollo Aleo, e dove avrebbe deposto l'arco e le frecce ricevute in dono da Eracle. Successivamente, accorso in aiuto dei suoi amici Rodii, sarebbe morto combattendo contro barbari indigeni. Sulla sua tomba eretta presso il fiume Sibari, o secondo un'altra versione della leggenda, eretta a Macalla, sarebbe stato successivamente edificato un tempio dove egli veniva onorato con dei sacrifici.

## Area storica
Benché reperti dell'Età del Bronzo dal medio fino al recente (circa dal 1.650 al 1.200 a.C.) sono stato identificati sul terrazzo in località Madonna di Mare, in Loc. Oliveto, Taverna e Madonna d'Itria, l'archeologia non riporta ulteriori insediamenti nell'area costiera di Cirò in cui allocare Krimisa nel periodo storico di riferimento per la tradizione di fondazione da parte di Filottete (Bronzo finale - circa dal 1.200 al 1.000 a.C.). D'altra parte i dati archeologici indicano che i reperti più antichi del tempio di Apollo Aleo, si riferiscono alla seconda metà dell'VIII secolo, legato ad un culto indigeno, prima della monumentalizzazione con elementi greci entro la fine del VII secolo a.C. Nell'area subcostiera della Crotoniatide meridionale vengono insediati i margini dei terrazzi marini dei diversi ordini e le alture in posizioni forti, prospicienti la costa, di controllo dei luoghi circostanti. Perciò l'archeologia non identifica alcuna localizzazione certa per l'antica Krimisa, che al momento può ritenersi un modesto insediamento concentrato nel dintorni del tempio di Apollo Aleo, ove avvenivano scambi materiali e culturali tra la popolazione indigena e la popolazione greca. Invece il più consistente insediamento del Bronzo presso Cirò viene identificato con Chone, altra città fondata da Filottete.

## Resti archeologici: il santuario di Apollo Aleo
Nell'area dove si presume si trovasse l'antica città di Krimisa operò per diverso tempo il celebre archeologo italiano Paolo Orsi, che vi fece diversi ritrovamenti nel corso degli scavi eseguiti fra il 1924 e il 1929. Seppure scarsi, i resti e i rinvenimenti riconducono inequivocabilmente a quelli del santuario dedicato ad Apollo Aleo.
Il santuario di Apollo Aleo si trova in una posizione particolare, che lo rendeva un "santuario di frontiera", sia da un punto di vista fisico-naturale (il tempio è circondato da un ambiente palustre, e su un promontorio ben identificabile durante la navigazione) sia come riferimento alle aree di influenza delle due polis magno-greche di età classica Sybaris e Kroton. Ma il tempio ha anche una funzione politica, nel senso che costituisce un punto di contatto con la società indigena che nel Cirotano presenta una strutturazione complessa e abbastanza compatta, per cui il santuario è “il catalizzatore primario di un contesto territoriale, che almeno nella sua prima fase, quella arcaica, non è assolutamente connotabile come greco-acheo, risiedendovi nella stragrande maggioranza quella che possiamo ritenere come una forte componente indigena, per di più molto attiva”. Il santuario manterrà inalterata la sua funzione “politica”, pur variandola, per lungo tempo: basti pensare al rilievo assunto nel corso del IV secolo a.C. in seno alla Confederazione Brettia, motivo per cui sarà oggetto di un grandioso piano di ristrutturazione all’inizio del III secolo a.C.. 
Dell'edificio del tempio, che era in stile dorico, è documentata: 
- una prima fase, "greco-arcaica", che, seppure con evidenze molto scarse, risale in età arcaica fino alla fine del VII secolo a.C.;
- una seconda fase, "magno-greca", testimoniata soprattutto da terrecotte architettoniche, datata dalla prima metà del V secolo a.C. fino a tutto il IV secolo a.C.; in questa fase la strutturazione monumentale del santuario secondo i canoni dell’architettura greca
- una terza fase, in età ellenistica, tra la metà del IV ed il III secolo, nella quale con l’emergere dell’ethnos dei Brettii, viene demolito ciò che rimane del tempio arcaico e sepolte le sue reliquie più sacre (acrolito ed ex-voto) viene eretto un periptero dorico di maggiori dimensioni, completamente in calcare, circondato da otto colonne sui lati brevi e diciannove sui lati lunghi, secondo le regole dell’architettura monumentale ellenistica; il tempio ebbe fama fino alle devastazioni di Pirro (Livio, XXIII, 30, 6, XXVI, 3, 11), dopodiché cominciò il suo declino che lo vide saccheggiato e distrutto forse già verso la fine del III ed il II secolo a.C.[7]
- la quarta fase, relativa all'età romana, va dalla fine della seconda guerra punica (218-202 a.C.) fino alla caduta dell'impero romano (476 d.C.); è una fase di piena decadenza, ma sondaggi recenti mostrano tracce di frequentazione, almeno nell’area sacra, in epoca tardo-repubblicana ed imperiale (ceramica, monete, bolli figulini e frammenti di mosaici).

Paolo Orsi fa risalire la distruzione dell'Apollonion tra il IV ed il VI secolo d.C., dopo la caduta dell’Impero romano

## Ritrovamenti archeologici e Musei
Nel Museo Civico Archeologico di Cirò Marina situato nell'ottocentesco Palazzo Porti e nel Castello Sabatini, sono esposti diversi reperti rinvenuti nell'area del santuario di Apollo Aleo: un capitello, elementi architettonici, una maschera di terracotta, un piedistallo, frammenti di una statua in bronzo, frammenti di una parrucca in bronzo, monete di bronzo, statuine, ecc.
Nel Museo Archeologico Nazionale di Crotone vi è una sezione dove sono esposti i ritrovamenti del santuario di Apollo Aleo a Cirò Punta Alice: alcuni capitelli dorici del tempio, un'antefissa a disco con Gorgone proveniente dall'acroterio, delle terrecotte votive; una matrice di antefissa, e frammenti di statuetta arcaica di un giovinetto in pietra calcarea. Non mancano didascalie che illustrano il sito e foto del famoso acrolito.
Nel Museo Nazionale della Magna Grecia di Reggio Calabria, al livello B, invece sono conservati i materiali più preziosi:
- la stupenda testa, le mani e i piedi in marmo di una statua raffigurante Apollo: si tratta di un acrolito (cioè di una statua della quale sono realizzati in marmo solo la testa e gli arti, mentre il corpo era in legno o semplicemente un'impalcatura poi rivestita di tutto punto); la testa, che mostra influssi fidiaci, è realizzata in marmo bianco e presenta dei fori intorno alla fronte che mantenevano originariamente una parrucca in bronzo o una corona metallica. È datata al 440 a.C.
- un piccolo idoletto in oro, che Paolo Orsi riteneva rappresentasse Apollo.